# Giphy
Giphy (in Eigenschreibweise GIPHY, IPA-Aussprache: ['ɡɪfi]) ist eine amerikanische Online-Datenbank und Suchmaschine, mit der Benutzer animierte GIF-Dateien suchen und teilen können. Giphy hat Sitze in New York und Los Angeles.
Giphy-Animationen können unter anderem per E-Mail, in Facebook-Posts oder -kommentaren, Twitter-Nachrichten, Microsoft Teams oder in WhatsApp- oder Signal-Chats versendet werden.
Mit Giphy Create lassen sich über die Webseite des Unternehmens Animationen auf Grundlage von Videos oder Einzelbildern erstellen. Die bis Juli 2019 aktualisierte und später aus den Android- und iOS-App-Stores entfernte App Giphy Cam ermöglichte die Clip-Editierung per Smartphone.

## Geschichte
Giphy wurde im Februar 2013 von den US-Amerikanern Alex Chung und Jace Cooke gegründet. Ab August wurde es ermöglicht, Giphy-Animationen in Facebook und Twitter einzufügen. 2017 folgte die Giphy-Integration für die Android- und iOS-Applikation WhatsApp. Im Mai 2020 übernahm Facebook die GIF-Plattform Berichten zufolge für 400 Millionen US-Dollar. Die Competition and Markets Authority, Großbritanniens Kartellaufsichtsbehörde zwang Meta (ab 2021 Facebooks übergeordnetes Unternehmen) jedoch später zum Verkauf, sodass Giphy für etwa 53 Millionen US-Dollar den Besitzer wechselte und 2023 an Shutterstock ging. Mai 2023 wurde die Möglichkeit eingeführt, Giphy-Animationen in den Kommentaren zu Instagram-Posts und -Kurzvideos („Reels“) hinzufügen.

## Kritik
Der US-amerikanische Journalist Brian Feldman schrieb im Mai 2020, Giphy und Facebook hätten „das Internet zu einem langweiligen und vorhersehbaren Ort gemacht“ und führte dies auf das „homogene Kontrollverhalten“ der beiden Unternehmen zurück, das „exzentrischere Teile der GIF-Kultur“ aussondern würde.
Tilman Baumgärtel, seines Zeichens Professor für Medientheorie an der Hochschule Mainz, bemerkte in seiner GIF-Monografie aus dem Jahre 2020, dass das Geschäftsmodell von Unternehmen wie Giphy „zum größten Teil gegen das Urheberrecht verstoßen“ würde. Weiterhin stellte er fest, dass Giphy „ähnlich wie andere Unternehmen des Plattformkapitalismus“ Medieninhalte nicht selbst produziert, sondern „die größte Auswahl von ‚Content‘ hortet, die andere hergestellt haben.“

## Wettbewerber
Google betreibt eine Websuchmaschine zum Finden von GIF-Dateien unter dem Namen Tenor, die das Unternehmen im März 2018 erwarb.
Laut der CMA (Competition and Markets Authority, Wettbewerbsbehörde im Vereinigten Königreich) ist Tenor der einzige direkte Wettbewerber zu Giphy.

## Weblink
- Offizielle Website (englisch)